# Ronde van Luxemburg 2013
De Ronde van Luxemburg 2013 (Luxemburgs: Tour de Luxembourg 2013) werd verreden van 12 juni tot en met 16 juni in Luxemburg. Het was de 73e editie van de rittenkoers, die deel uitmaakte van de UCI Europe Tour 2013.

## Startlijst
Radioshack-Leopard
- 1.  Jan Bakelants
- 2.  Laurent Didier
- 3.  Nelson Oliveira
- 4.  Danilo Hondo
- 5.  Bob Jungels
- 6.  Benjamin King
- 7.  Tiago Machado
- 8.  Giacomo Nizzolo

Belkin Pro Cycling Team
- 11.  Paul Martens
- 12.  Robert Gesink
- 13. —
- 14.  Dennis van Winden
- 15.  Moreno Hofland
- 16.  Maarten Wynants
- 17.  Laurens ten Dam
- 18.  Maarten Tjallingii

Cofidis
- 21. —
- 22.  Julien Fouchard
- 23.  Egoitz García
- 24.  Jan Ghyselinck
- 25.  Gert Jõeäär
- 26.  Arnaud Labbe
- 27.  Nico Sijmens
- 28.  Romain Zingle

Sojasun
- 31.  Maxime Daniel
- 32.  Jimmy Engoulvent
- 33.  Jérémie Galland
- 34.  Jonathan Hivert
- 35.  Julien El Fares
- 36.  Rony Martias
- 37.  Jean-Lou Paiani
- 38.  Evaldas Šiškevičius

Accent Jobs-Wanty
- 41.  Davy Commeyne
- 42.  Tim De Troyer
- 43.  Jean-Pierre Drucker
- 44.  Jérôme Gilbert
- 45.  Will Routley
- 46.  Staf Scheirlinckx
- 47.  Kévin Van Melsen
- 48.  James Vanlandschoot

Luxemburg
- 51.  Alex Kirsch
- 52.  Pit Schlechter
- 53.  Tom Thill
- 54.  Joël Zangerle
- 55.  Jerome Theis
- 56.  Ralph Diseviscourt
- 57.  Kevin Feiereisen
- 58.  Mike Diener

Vacansoleil-DCM Pro Cycling
- 61.  Wout Poels
- 62.  Thomas De Gendt
- 63.  Sergej Lagoetin
- 64. —
- 65.  Björn Leukemans
- 66.  Marco Marcato
- 67.  Danny van Poppel
- 68.  Rafael Valls Ferri

Katusha
- 71.  Maksim Belkov
- 72.  Vjatsjeslav Koeznetsov
- 73.  Marco Haller
- 74.  Michail Ignatiev
- 75.  Aleksej Tsatevitsj
- 76.  Timofej Kritski
- 77.  Aleksandr Porsev
- 78.  Rüdiger Selig

Euskaltel-Euskadi
- 81.  Juan José Lobato
- 82.  Jon Aberasturi
- 83.  Pablo Urtasun
- 84. —
- 85.  Rubén Pérez
- 86.  Steffen Radochla
- 87.  André Schulze
- 88.  Ioannis Tamouridis

Team Saxo-Tinkoff
- 91.  Bruno Pires
- 92.  Chris Anker Sørensen
- 93.  Mads Christensen
- 94.  Manuele Boaro
- 95.  Marko Kump
- 96.  Karsten Kroon
- 97.  Timothy Duggan
- 98. —

Team Europcar
- 101.  Yukiya Arashiro
- 102.  Damien Gaudin
- 103.  Björn Thurau
- 104.  Vincent Jérôme
- 105.  Alexandre Pichot
- 106.  Perrig Quéméneur
- 107.  Angélo Tulik
- 108.  Sébastien Turgot

Vini Fantini
- 111.  Rafael Andriato
- 112.  Ramón Carretero
- 113.  Pierpaolo De Negri
- 114. —
- 115.  Kevin Hulsmans
- 116.  Luigi Miletta
- 117.  Mattia Pozzo
- 118.  Stefano Borchi

Team Differdange-Losch
- 121.  Johan Coenen
- 122.  Sascha Weber
- 123.  Sjef De Wilde
- 124.  César Bihel
- 125.  Salvador Guardiola
- 126.  Christian Helmig
- 127.  Gediminas Kaupas
- 128.  Janis Dakteris

Colombia
- 131.  Juan Esteban Arango
- 132.  Edwin Avila
- 133.  Marco Corti
- 134.  Leonardo Duque
- 135.  Jarlinson Pantano
- 136.  Duber Quintero
- 137.  Carlos Quintero
- 138.  Juan Pablo Valencia

IAM Cycling
- 141.  Matthias Brändle
- 142.  Rémi Cusin
- 143.  Jonathan Fumeaux
- 144.  Sébastien Hinault
- 145.  Dominic Klemme
- 146.  Pirmin Lang
- 147.  Matteo Pelucchi
- 148.  Patrick Schelling

MTN-Qhubeka
- 151.  Gerald Ciolek
- 152.  Jacobus Venter
- 153.  Ignatas Konovalovas
- 154.  Sergio Pardilla
- 155.  Martin Reimer
- 156.  Andreas Stauff
- 157.  Jay Robert Thomson
- 158.  Jacques Janse van Rensburg

Ag2r-La Mondiale
- 161.  Gediminas Bagdonas
- 162.  Manuel Belletti
- 163.  Davide Appollonio
- 164.  Steve Chainel
- 165.  Ben Gastauer
- 166.  Jawhen Hoetarovitsj
- 167.  Valentin Iglinski
- 168.  Julian Kern

## Etappe-overzicht
| etappe  | datum   | start       | eindstreep  | afstand  | winnaar          | klassementsleider |
| ------- | ------- | ----------- | ----------- | -------- | ---------------- | ----------------- |
| Proloog | 12 juni | Luxemburg   | Luxemburg   | 2.5 km   | Jimmy Engoulvent | Jimmy Engoulvent  |
| 1e      | 13 juni | Luxemburg   | Hautcharage | 183.8 km | Aleksandr Porsev | Jimmy Engoulvent  |
| 2e      | 14 juni | Schifflange | Walferdange | 173.1 km | Giacomo Nizzolo  | Jonathan Hivert   |
| 3e      | 15 juni | Eschweiler  | Diekirch    | 178.8 km | Giacomo Nizzolo  | Jonathan Hivert   |
| 4e      | 16 juni | Mersch      | Luxemburg   | 143.6 km | Bob Jungels      | Paul Martens      |

## Eindklassementen
| Plaats    | Naam             | Ploeg              | Tijd      |
| --------- | ---------------- | ------------------ | --------- |
| Gele trui | Paul Martens     | Blanco             | 16u45'38" |
| 2         | Jonathan Hivert  | Sojasun            | +00' 04"  |
| 3         | Jan Bakelants    | RadioShack-Leopard | +00' 06"  |
| 4         | Matthias Brändle | IAM Cycling        | z.t.      |
| 5         | Bob Jungels      | RadioShack-Leopard | +00' 13"  |
| 6         | Marco Marcato    | Vacansoleil-DCM    | +00' 15"  |
| 7         | Julien El Fares  | Sojasun            | +00' 20"  |
| 8         | Jonathan Fumeaux | IAM Cycling        | +00' 21"  |
| 9         | Robert Gesink    | Blanco             | z.t.      |
| 10        | Nico Sijmens     | Cofidis            | +00' 22"  |

| Plaats      | Naam            | Ploeg              | Punten |
| ----------- | --------------- | ------------------ | ------ |
| Blauwe trui | Giacomo Nizzolo | RadioShack-Leopard | 40     |
| 2           | Paul Martens    | Blanco             | 40     |
| 3           | Bob Jungels     | RadioShack-Leopard | 20     |

| Plaats    | Naam           | Ploeg             | Punten |
| --------- | -------------- | ----------------- | ------ |
| Rode trui | Björn Thurau   | Team Europcar     | 42     |
| 2         | Karsten Kroon  | Team Saxo-Tinkoff | 22     |
| 3         | Dúber Quintero | Colombia          | 21     |

| Plaats     | Naam             | Ploeg              | Tijd      |
| ---------- | ---------------- | ------------------ | --------- |
| Witte trui | Matthias Brändle | IAM Cycling        | 16u44'45" |
| 2          | Bob Jungels      | RadioShack-Leopard | +00' 07"  |
| 3          | Jonathan Fumeaux | IAM Cycling        | +00' 15"  |

| Plaats | Ploeg              | Tijd      |
| ------ | ------------------ | --------- |
|        | Blanco             | 50u17'35" |
| 2      | Vacansoleil-DCM    | +00' 19"  |
| 3      | RadioShack-Leopard | +00' 35"  |

1935 · 
1936 · 
1937 · 
1938 · 
1939 · 
1940 · 
1941 · 
1942 · 
1943 · 
1944 · 
1945 · 
1946 · 
1947 · 
1948 · 
1949 · 
1950 · 
1951 · 
1952 · 
1953 · 
1954 · 
1955 · 
1956 · 
1957 · 
1958 · 
1959 · 
1960 · 
1961 · 
1962 · 
1963 · 
1964 · 
1965 · 
1966 · 
1967 · 
1968 · 
1969 · 
1970 · 
1971 · 
1972 · 
1973 · 
1974 · 
1975 · 
1976 · 
1977 · 
1978 · 
1979 · 
1980 · 
1981 · 
1982 · 
1983 · 
1984 · 
1985 · 
1986 · 
1987 · 
1988 · 
1989 · 
1990 · 
1991 · 
1992 · 
1993 · 
1994 · 
1995 · 
1996 · 
1997 · 
1998 · 
1999 · 
2000 · 
2001 · 
2002 · 
2003 · 
2004 · 
2005 · 
2006 · 
2007 · 
2008 · 
2009 · 
2010 · 
2011 · 
2012 · 
2013 · 
2014 ·
2015 ·
2016 ·
2017 ·
2018 ·
2019 ·
2020 ·
2021 · 2022 · 2023 · 2024
Etappewedstrijden

 Ster van Bessèges · 
 Ronde van de Middellandse Zee · 
 Ruta del Sol · 
 Ronde van de Algarve · 
 Ronde van de Haut-Var · 
 Driedaagse van West-Vlaanderen · 
 Internationale Wielerweek · 
 Internationaal Wegcriterium · 
 Driedaagse van De Panne-Koksijde · 
 Ronde van de Sarthe · 
 Ronde van Trentino · 
 Ronde van Turkije · 
 Ronde van Asturië · 
 Vierdaagse van Duinkerke · 
 Ronde van Azerbeidzjan · 
 Szlakiem Grodòw Piastowskich · 
 Ronde van Castilië en León · 
 Ronde van Picardië · 
 Ronde van Noorwegen · 
 World Ports Classic · 
 Ronde van Beieren · 
 Ronde van België · 
 Tour des Fjords · 
 Ronde van Estland · 
 Ronde van Luxemburg · 
 Boucles de la Mayenne · 
 Ster ZLM Toer · 
 Ronde van Slovenië · 
 Route du Sud · 
 Ronde van Oostenrijk · 
 Sibiu Cycling Tour · 
 Ronde van Wallonië · 
 Ronde van Portugal · 
 Ronde van Denemarken · 
 Ronde van de Ain · 
 Ronde van Burgos · 
 Arctic Race of Norway · 
 Ronde van de Limousin · 
 Ronde van Poitou-Charentes · 
 Wielerweek van Lombardije · 
 Ronde van Groot-Brittannië · 
 Ronde van Gévaudan Languedoc-Roussillon · 
 Eurométropole Tour
Eendaagse wedstrijden

 GP La Marseillaise · 
 Grote Prijs van de Etruskische Kust · 
 Trofeo Palma · 
 Trofeo Ses Salines · 
 Trofeo Serra de Tramuntana · 
 Trofeo Platja de Muro · 
 Trofeo Laigueglia · 
 Ronde van Murcia · 
 Omloop Het Nieuwsblad · 
 Classic Sud Ardèche · 
 GP Lugano · 
 Clásica de Almería · 
 Kuurne-Brussel-Kuurne · 
 La Drôme Classic · 
 Le Samyn · 
 GP Città di Camaiore · 
 Strade Bianche · 
 Roma Maxima · 
 Ronde van Drenthe · 
 Dwars door Drenthe · 
 Nokere Koerse · 
 GP Nobili Rubinetterie · 
 Handzame Classic · 
 Classic Loire-Atlantique · 
 Grote Prijs van Cholet-Pays de Loire · 
 Dwars door Vlaanderen · 
 Route Adélie de Vitré · 
 Volta Limburg Classic · 
 Grote Prijs Miguel Indurain · 
 Ronde van La Rioja · 
 Scheldeprijs · 
 GP Pino Cerami · 
 Klasika Primavera · 
 Parijs-Camembert · 
 Brabantse Pijl · 
 GP Denain · 
 Ronde van de Finistère · 
 Tro Bro Léon · 
 Ronde van Keulen · 
 La Roue Tourangelle · 
 Rund um den Finanzplatz Eschborn-Frankfurt · 
 Ronde van de Somme · 
 ProRace Berlin · 
 Grote Prijs van Plumelec · 
 Boucles de l'Aulne · 
 Ronde van Zeeland Seaports · 
 Trofeo Melinda · 
 GP Kanton Aargau · 
 Ronde van Limburg · 
 Ronde van de Apennijnen · 
 Halle-Ingooigem · 
 Trofeo Matteotti · 
 Prueba Villafranca de Ordizia · 
 GP Industria & Artigianato-Larciano · 
 Ronde van Toscane · 
 Circuito de Getxo · 
 Polynormande · 
 RideLondon Classic · 
 GP Stad Zottegem · 
 Dutch Food Valley Classic · 
 Châteauroux Classic de l'Indre · 
 Druivenkoers Overijse · 
 Ronde van Veneto · 
 Schaal Sels · 
 Memorial Rik Van Steenbergen · 
 Brussels Cycling Classic · 
 GP Fourmies · 
 Ronde van de Doubs · 
 GP Jef Scherens · 
 Coppa Bernocchi · 
 Coppa Agostoni · 
 GP van Wallonië · 
 Ronde van de Drie Valleien · 
 Kampioenschap van Vlaanderen · 
 Memorial Marco Pantani · 
 Grote Prijs Impanis-Van Petegem · 
 GP van Isbergues · 
 GP Industria & Commercio di Prato · 
 Omloop van het Houtland · 
 Duo Normand · 
 Milaan-Turijn · 
 Ronde van Piëmont · 
 Ronde van het Münsterland · 
 Pro Cycling Marathon · 
 Ronde van de Vendée · 
 Memorial Frank Vandenbroucke · 
 Coppa Sabatini · 
 Parijs-Bourges · 
 Ronde van Emilia · 
 GP Beghelli · 
 Parijs-Tours · 
 Nationale Sluitingsprijs · 
 Ronde van Romagna · 
 Chrono des Nations